# Самомат
Самомат је врста шаховског проблема у којем је услов да бели игра први и мора да натера црног да га црни матира у предвиђеном броју потеза.
Услов се обележава са s#n испод шаховског дијаграма , где је s# ознака за самомат, а n је број потеза.

## Пример
Дати проблем је једноставнији пример. 
То је самомат у два потеза од Волфганга Паулија (Wolfgang Pauly) из књиге The Theory of Pawn Promotion, 1912: 
Бели игра и присиљава црног да матира белог најкасније у свом другом потезу. 
|   | a | b | c | d | e | f | g | h |   |
| 8 | a8 white king · b8 white bishop · f8 white knight · a7 white pawn · c7 white pawn · e7 black pawn · g7 white pawn · f6 white pawn · h6 black king · e5 white pawn · h5 black pawn · h4 white pawn · g2 white bishop · h1 black bishop | a8 white king · b8 white bishop · f8 white knight · a7 white pawn · c7 white pawn · e7 black pawn · g7 white pawn · f6 white pawn · h6 black king · e5 white pawn · h5 black pawn · h4 white pawn · g2 white bishop · h1 black bishop | a8 white king · b8 white bishop · f8 white knight · a7 white pawn · c7 white pawn · e7 black pawn · g7 white pawn · f6 white pawn · h6 black king · e5 white pawn · h5 black pawn · h4 white pawn · g2 white bishop · h1 black bishop | a8 white king · b8 white bishop · f8 white knight · a7 white pawn · c7 white pawn · e7 black pawn · g7 white pawn · f6 white pawn · h6 black king · e5 white pawn · h5 black pawn · h4 white pawn · g2 white bishop · h1 black bishop | a8 white king · b8 white bishop · f8 white knight · a7 white pawn · c7 white pawn · e7 black pawn · g7 white pawn · f6 white pawn · h6 black king · e5 white pawn · h5 black pawn · h4 white pawn · g2 white bishop · h1 black bishop | a8 white king · b8 white bishop · f8 white knight · a7 white pawn · c7 white pawn · e7 black pawn · g7 white pawn · f6 white pawn · h6 black king · e5 white pawn · h5 black pawn · h4 white pawn · g2 white bishop · h1 black bishop | a8 white king · b8 white bishop · f8 white knight · a7 white pawn · c7 white pawn · e7 black pawn · g7 white pawn · f6 white pawn · h6 black king · e5 white pawn · h5 black pawn · h4 white pawn · g2 white bishop · h1 black bishop | a8 white king · b8 white bishop · f8 white knight · a7 white pawn · c7 white pawn · e7 black pawn · g7 white pawn · f6 white pawn · h6 black king · e5 white pawn · h5 black pawn · h4 white pawn · g2 white bishop · h1 black bishop | 8 |
| 7 | a8 white king · b8 white bishop · f8 white knight · a7 white pawn · c7 white pawn · e7 black pawn · g7 white pawn · f6 white pawn · h6 black king · e5 white pawn · h5 black pawn · h4 white pawn · g2 white bishop · h1 black bishop | a8 white king · b8 white bishop · f8 white knight · a7 white pawn · c7 white pawn · e7 black pawn · g7 white pawn · f6 white pawn · h6 black king · e5 white pawn · h5 black pawn · h4 white pawn · g2 white bishop · h1 black bishop | a8 white king · b8 white bishop · f8 white knight · a7 white pawn · c7 white pawn · e7 black pawn · g7 white pawn · f6 white pawn · h6 black king · e5 white pawn · h5 black pawn · h4 white pawn · g2 white bishop · h1 black bishop | a8 white king · b8 white bishop · f8 white knight · a7 white pawn · c7 white pawn · e7 black pawn · g7 white pawn · f6 white pawn · h6 black king · e5 white pawn · h5 black pawn · h4 white pawn · g2 white bishop · h1 black bishop | a8 white king · b8 white bishop · f8 white knight · a7 white pawn · c7 white pawn · e7 black pawn · g7 white pawn · f6 white pawn · h6 black king · e5 white pawn · h5 black pawn · h4 white pawn · g2 white bishop · h1 black bishop | a8 white king · b8 white bishop · f8 white knight · a7 white pawn · c7 white pawn · e7 black pawn · g7 white pawn · f6 white pawn · h6 black king · e5 white pawn · h5 black pawn · h4 white pawn · g2 white bishop · h1 black bishop | a8 white king · b8 white bishop · f8 white knight · a7 white pawn · c7 white pawn · e7 black pawn · g7 white pawn · f6 white pawn · h6 black king · e5 white pawn · h5 black pawn · h4 white pawn · g2 white bishop · h1 black bishop | a8 white king · b8 white bishop · f8 white knight · a7 white pawn · c7 white pawn · e7 black pawn · g7 white pawn · f6 white pawn · h6 black king · e5 white pawn · h5 black pawn · h4 white pawn · g2 white bishop · h1 black bishop | 7 |
| 6 | a8 white king · b8 white bishop · f8 white knight · a7 white pawn · c7 white pawn · e7 black pawn · g7 white pawn · f6 white pawn · h6 black king · e5 white pawn · h5 black pawn · h4 white pawn · g2 white bishop · h1 black bishop | a8 white king · b8 white bishop · f8 white knight · a7 white pawn · c7 white pawn · e7 black pawn · g7 white pawn · f6 white pawn · h6 black king · e5 white pawn · h5 black pawn · h4 white pawn · g2 white bishop · h1 black bishop | a8 white king · b8 white bishop · f8 white knight · a7 white pawn · c7 white pawn · e7 black pawn · g7 white pawn · f6 white pawn · h6 black king · e5 white pawn · h5 black pawn · h4 white pawn · g2 white bishop · h1 black bishop | a8 white king · b8 white bishop · f8 white knight · a7 white pawn · c7 white pawn · e7 black pawn · g7 white pawn · f6 white pawn · h6 black king · e5 white pawn · h5 black pawn · h4 white pawn · g2 white bishop · h1 black bishop | a8 white king · b8 white bishop · f8 white knight · a7 white pawn · c7 white pawn · e7 black pawn · g7 white pawn · f6 white pawn · h6 black king · e5 white pawn · h5 black pawn · h4 white pawn · g2 white bishop · h1 black bishop | a8 white king · b8 white bishop · f8 white knight · a7 white pawn · c7 white pawn · e7 black pawn · g7 white pawn · f6 white pawn · h6 black king · e5 white pawn · h5 black pawn · h4 white pawn · g2 white bishop · h1 black bishop | a8 white king · b8 white bishop · f8 white knight · a7 white pawn · c7 white pawn · e7 black pawn · g7 white pawn · f6 white pawn · h6 black king · e5 white pawn · h5 black pawn · h4 white pawn · g2 white bishop · h1 black bishop | a8 white king · b8 white bishop · f8 white knight · a7 white pawn · c7 white pawn · e7 black pawn · g7 white pawn · f6 white pawn · h6 black king · e5 white pawn · h5 black pawn · h4 white pawn · g2 white bishop · h1 black bishop | 6 |
| 5 | a8 white king · b8 white bishop · f8 white knight · a7 white pawn · c7 white pawn · e7 black pawn · g7 white pawn · f6 white pawn · h6 black king · e5 white pawn · h5 black pawn · h4 white pawn · g2 white bishop · h1 black bishop | a8 white king · b8 white bishop · f8 white knight · a7 white pawn · c7 white pawn · e7 black pawn · g7 white pawn · f6 white pawn · h6 black king · e5 white pawn · h5 black pawn · h4 white pawn · g2 white bishop · h1 black bishop | a8 white king · b8 white bishop · f8 white knight · a7 white pawn · c7 white pawn · e7 black pawn · g7 white pawn · f6 white pawn · h6 black king · e5 white pawn · h5 black pawn · h4 white pawn · g2 white bishop · h1 black bishop | a8 white king · b8 white bishop · f8 white knight · a7 white pawn · c7 white pawn · e7 black pawn · g7 white pawn · f6 white pawn · h6 black king · e5 white pawn · h5 black pawn · h4 white pawn · g2 white bishop · h1 black bishop | a8 white king · b8 white bishop · f8 white knight · a7 white pawn · c7 white pawn · e7 black pawn · g7 white pawn · f6 white pawn · h6 black king · e5 white pawn · h5 black pawn · h4 white pawn · g2 white bishop · h1 black bishop | a8 white king · b8 white bishop · f8 white knight · a7 white pawn · c7 white pawn · e7 black pawn · g7 white pawn · f6 white pawn · h6 black king · e5 white pawn · h5 black pawn · h4 white pawn · g2 white bishop · h1 black bishop | a8 white king · b8 white bishop · f8 white knight · a7 white pawn · c7 white pawn · e7 black pawn · g7 white pawn · f6 white pawn · h6 black king · e5 white pawn · h5 black pawn · h4 white pawn · g2 white bishop · h1 black bishop | a8 white king · b8 white bishop · f8 white knight · a7 white pawn · c7 white pawn · e7 black pawn · g7 white pawn · f6 white pawn · h6 black king · e5 white pawn · h5 black pawn · h4 white pawn · g2 white bishop · h1 black bishop | 5 |
| 4 | a8 white king · b8 white bishop · f8 white knight · a7 white pawn · c7 white pawn · e7 black pawn · g7 white pawn · f6 white pawn · h6 black king · e5 white pawn · h5 black pawn · h4 white pawn · g2 white bishop · h1 black bishop | a8 white king · b8 white bishop · f8 white knight · a7 white pawn · c7 white pawn · e7 black pawn · g7 white pawn · f6 white pawn · h6 black king · e5 white pawn · h5 black pawn · h4 white pawn · g2 white bishop · h1 black bishop | a8 white king · b8 white bishop · f8 white knight · a7 white pawn · c7 white pawn · e7 black pawn · g7 white pawn · f6 white pawn · h6 black king · e5 white pawn · h5 black pawn · h4 white pawn · g2 white bishop · h1 black bishop | a8 white king · b8 white bishop · f8 white knight · a7 white pawn · c7 white pawn · e7 black pawn · g7 white pawn · f6 white pawn · h6 black king · e5 white pawn · h5 black pawn · h4 white pawn · g2 white bishop · h1 black bishop | a8 white king · b8 white bishop · f8 white knight · a7 white pawn · c7 white pawn · e7 black pawn · g7 white pawn · f6 white pawn · h6 black king · e5 white pawn · h5 black pawn · h4 white pawn · g2 white bishop · h1 black bishop | a8 white king · b8 white bishop · f8 white knight · a7 white pawn · c7 white pawn · e7 black pawn · g7 white pawn · f6 white pawn · h6 black king · e5 white pawn · h5 black pawn · h4 white pawn · g2 white bishop · h1 black bishop | a8 white king · b8 white bishop · f8 white knight · a7 white pawn · c7 white pawn · e7 black pawn · g7 white pawn · f6 white pawn · h6 black king · e5 white pawn · h5 black pawn · h4 white pawn · g2 white bishop · h1 black bishop | a8 white king · b8 white bishop · f8 white knight · a7 white pawn · c7 white pawn · e7 black pawn · g7 white pawn · f6 white pawn · h6 black king · e5 white pawn · h5 black pawn · h4 white pawn · g2 white bishop · h1 black bishop | 4 |
| 3 | a8 white king · b8 white bishop · f8 white knight · a7 white pawn · c7 white pawn · e7 black pawn · g7 white pawn · f6 white pawn · h6 black king · e5 white pawn · h5 black pawn · h4 white pawn · g2 white bishop · h1 black bishop | a8 white king · b8 white bishop · f8 white knight · a7 white pawn · c7 white pawn · e7 black pawn · g7 white pawn · f6 white pawn · h6 black king · e5 white pawn · h5 black pawn · h4 white pawn · g2 white bishop · h1 black bishop | a8 white king · b8 white bishop · f8 white knight · a7 white pawn · c7 white pawn · e7 black pawn · g7 white pawn · f6 white pawn · h6 black king · e5 white pawn · h5 black pawn · h4 white pawn · g2 white bishop · h1 black bishop | a8 white king · b8 white bishop · f8 white knight · a7 white pawn · c7 white pawn · e7 black pawn · g7 white pawn · f6 white pawn · h6 black king · e5 white pawn · h5 black pawn · h4 white pawn · g2 white bishop · h1 black bishop | a8 white king · b8 white bishop · f8 white knight · a7 white pawn · c7 white pawn · e7 black pawn · g7 white pawn · f6 white pawn · h6 black king · e5 white pawn · h5 black pawn · h4 white pawn · g2 white bishop · h1 black bishop | a8 white king · b8 white bishop · f8 white knight · a7 white pawn · c7 white pawn · e7 black pawn · g7 white pawn · f6 white pawn · h6 black king · e5 white pawn · h5 black pawn · h4 white pawn · g2 white bishop · h1 black bishop | a8 white king · b8 white bishop · f8 white knight · a7 white pawn · c7 white pawn · e7 black pawn · g7 white pawn · f6 white pawn · h6 black king · e5 white pawn · h5 black pawn · h4 white pawn · g2 white bishop · h1 black bishop | a8 white king · b8 white bishop · f8 white knight · a7 white pawn · c7 white pawn · e7 black pawn · g7 white pawn · f6 white pawn · h6 black king · e5 white pawn · h5 black pawn · h4 white pawn · g2 white bishop · h1 black bishop | 3 |
| 2 | a8 white king · b8 white bishop · f8 white knight · a7 white pawn · c7 white pawn · e7 black pawn · g7 white pawn · f6 white pawn · h6 black king · e5 white pawn · h5 black pawn · h4 white pawn · g2 white bishop · h1 black bishop | a8 white king · b8 white bishop · f8 white knight · a7 white pawn · c7 white pawn · e7 black pawn · g7 white pawn · f6 white pawn · h6 black king · e5 white pawn · h5 black pawn · h4 white pawn · g2 white bishop · h1 black bishop | a8 white king · b8 white bishop · f8 white knight · a7 white pawn · c7 white pawn · e7 black pawn · g7 white pawn · f6 white pawn · h6 black king · e5 white pawn · h5 black pawn · h4 white pawn · g2 white bishop · h1 black bishop | a8 white king · b8 white bishop · f8 white knight · a7 white pawn · c7 white pawn · e7 black pawn · g7 white pawn · f6 white pawn · h6 black king · e5 white pawn · h5 black pawn · h4 white pawn · g2 white bishop · h1 black bishop | a8 white king · b8 white bishop · f8 white knight · a7 white pawn · c7 white pawn · e7 black pawn · g7 white pawn · f6 white pawn · h6 black king · e5 white pawn · h5 black pawn · h4 white pawn · g2 white bishop · h1 black bishop | a8 white king · b8 white bishop · f8 white knight · a7 white pawn · c7 white pawn · e7 black pawn · g7 white pawn · f6 white pawn · h6 black king · e5 white pawn · h5 black pawn · h4 white pawn · g2 white bishop · h1 black bishop | a8 white king · b8 white bishop · f8 white knight · a7 white pawn · c7 white pawn · e7 black pawn · g7 white pawn · f6 white pawn · h6 black king · e5 white pawn · h5 black pawn · h4 white pawn · g2 white bishop · h1 black bishop | a8 white king · b8 white bishop · f8 white knight · a7 white pawn · c7 white pawn · e7 black pawn · g7 white pawn · f6 white pawn · h6 black king · e5 white pawn · h5 black pawn · h4 white pawn · g2 white bishop · h1 black bishop | 2 |
| 1 | a8 white king · b8 white bishop · f8 white knight · a7 white pawn · c7 white pawn · e7 black pawn · g7 white pawn · f6 white pawn · h6 black king · e5 white pawn · h5 black pawn · h4 white pawn · g2 white bishop · h1 black bishop | a8 white king · b8 white bishop · f8 white knight · a7 white pawn · c7 white pawn · e7 black pawn · g7 white pawn · f6 white pawn · h6 black king · e5 white pawn · h5 black pawn · h4 white pawn · g2 white bishop · h1 black bishop | a8 white king · b8 white bishop · f8 white knight · a7 white pawn · c7 white pawn · e7 black pawn · g7 white pawn · f6 white pawn · h6 black king · e5 white pawn · h5 black pawn · h4 white pawn · g2 white bishop · h1 black bishop | a8 white king · b8 white bishop · f8 white knight · a7 white pawn · c7 white pawn · e7 black pawn · g7 white pawn · f6 white pawn · h6 black king · e5 white pawn · h5 black pawn · h4 white pawn · g2 white bishop · h1 black bishop | a8 white king · b8 white bishop · f8 white knight · a7 white pawn · c7 white pawn · e7 black pawn · g7 white pawn · f6 white pawn · h6 black king · e5 white pawn · h5 black pawn · h4 white pawn · g2 white bishop · h1 black bishop | a8 white king · b8 white bishop · f8 white knight · a7 white pawn · c7 white pawn · e7 black pawn · g7 white pawn · f6 white pawn · h6 black king · e5 white pawn · h5 black pawn · h4 white pawn · g2 white bishop · h1 black bishop | a8 white king · b8 white bishop · f8 white knight · a7 white pawn · c7 white pawn · e7 black pawn · g7 white pawn · f6 white pawn · h6 black king · e5 white pawn · h5 black pawn · h4 white pawn · g2 white bishop · h1 black bishop | a8 white king · b8 white bishop · f8 white knight · a7 white pawn · c7 white pawn · e7 black pawn · g7 white pawn · f6 white pawn · h6 black king · e5 white pawn · h5 black pawn · h4 white pawn · g2 white bishop · h1 black bishop | 1 |
|   | a | b | c | d | e | f | g | h |   |

Ако би бели лишио црног свих опција, сем Лxг2#, проблем би био решен. 
- Покушај ловцем није добар, јер тада црни ловац може да игра потез без узимања и тако одложи мат;
- потез скакачем ослобађа црног краља;
- 1.e6 омогућује 1...exф6 и 2...ф5;
- 1.ф7 или 1.фxe7 дозвољава 1...Kxг7;
- 1.г8Д или 1.г8Т није добро, због 1...Лxг2+ 2.Д/Тxг2;
- 1.г8С матира црног, па је потпуно погрешно;
- 1.г8Л такође није добро, јер ловац, после 1...exф6 2.exф6 Лxг2+, може да се уметне са 3.Лд5.

Једини потез који форсирано тeра црног да матира белог најкасније у другом потезу је:

1.ц8С!. и сада су ту две варијанте: 
- 1...exф6 2.exф6 Лxг2# је једноставно;
- 1...e6 води до префињенијег 2.г8Л Лxг2# (ово једино ради, зато што је ловчев пут до d5 спречен црним потезом на e6).

Уочите да једино "иде" промоција у скакача у првом потезу, јер свака друга фигура би се уметнула након 1...Лxг2+.

## Варијације
Једна од варијација услова самомат је рефлексни мат, у којем бели присиљава црног да га матира уз додатни услов да, ако нека страна може да матира противника у потезу, она мора то да учини (ако тај додатни услов важи само за црног, онда је то полу-рефлексни мат). 
Постоји, такође, и услов максималист, где црни мора увек да вуче геометријски најдуже потезе, рачунајући од центра поља до центра поља; мада се овај додатни услов понекад среће и у другим типовима проблема, он је најчешћи у самоматовима. 
Друга варијација је серијски-самомат, врста серијских проблема у којем бели игра серију потеза без одговора црног, да би дошао до позиције у којој црни мора да га матира у потезу.